# Jan Łoski
Jan Łoski z Woli Chynowskiej herbu Brodzic lub Rogala (1446–1535) – vicesgerent, wojewoda mazowiecki.